# 宋子仙
宋子仙（？—551年），侯景部將，侯景之亂時被殺。
侯景之亂爆發，侯景自稱漢王，以宋子仙為太保，任约為司空。太清三年（549年）十一月，侯景派宋子仙自吴郡攻钱塘（今浙江杭州南），戴僧逖投降。侯景聞江夏空虛，使任約、宋子仙率精騎四百偷襲，郢州刺史蕭方諸被俘，鮑泉被丁和捶死。侯景入據江夏。宋子仙率軍一萬人，直攻巴陵（今湖南嶽陽），侯景隨後亦趕往巴陵，“緣江戍邏，望風請服”，非常得意。宜州刺史王琳隨王僧辯駐巴陵，宋子仙久攻不克。
此時侯景軍中多病疫，又兼糧食告罄。六月，任约兵败於赤沙亭（今湖南华容南），被胡僧祐等俘獲，六月三日，侯景聞知任約敗，遂焚营退走，留下丁和與宋子仙以二萬部隊固守郢州（今湖北武漢）。
大寶二年（551年）六月二十二日，宋子仙等困窘交集，向王僧辯投降，表示要獻城，只求返回建康。王僧辯假意答應他，王僧辯趁宋子仙戒備鬆懈，命定州刺史杜龕率一千人攀上城牆，鼓噪奄進，發動攻擊，宋子仙的軍隊大多溺死或被殺。宋子仙和丁和逃到白楊浦時被生俘。不久押送江陵斬首。